# Kamenka (affluente dell'Angara)
La Kamenka (in russo Каменка?) è un fiume della Siberia Orientale, affluente di destra dell'Angara. Scorre nel Territorio di Krasnojarsk, in Russia.
Il fiume scorre in direzione prevalentemente meridionale e sfocia nell'Angara a 208 km dalla sua foce, presso il villaggio di Kamenka. Il fiume ha una lunghezza di 313 km; l'area del suo bacino è di 11 400 km².